# Sam Lerner
Samuel Bryce 'Sam' Lerner (Los Angeles, 27 september 1992) is een Amerikaans acteur en stemacteur. 

## Familie
Lerner werd geboren in Los Angeles als zoon van acteur Ken Lerner, en is de broer van actrice Jenny. Michael Lerner is een oom van hem. Lerner heeft sinds 2018 een relatie met de actrice Olivia Sui.

## Carrière
Lerner begon als jeugdacteur in 2003 met acteren in de televisieserie Malcolm in the Middle, waarna hij nog meerdere rollen speelde in televisieseries en films. Hij is vooral bekend van zijn stem als Zak Saturday in de televisieserie The Secret Saturdays waar hij in 30 afleveringen speelde (2008-2010). Vanaf 2014 speelt hij een terugkerende rol als Geoff Schwartz in de televisieserie The Goldbergs. In 2007 werd Lerner genomineerd voor een Annie Award voor zijn stemoptreden in de Computeranimatiefilm Monster House.

## Filmografie

### Films
Uitgezonderd korte films.
- 2022 Liked - als Binger
- 2018 Truth or Dare - als Ronald 'Ronnie' Wakowski
- 2017 Walk of Fame - als Rowe
- 2017 Fun Mom Dinner - als Alex
- 2016 Mono - als Ivan Gregory
- 2015 Lethal Seduction - als Walter
- 2014 Project Almanac - als Quinn Goldberg
- 2012 Nobody Walks - als Avi
- 2012 Like Father - als Mike
- 2006 Monster House - als Chowder (stem)
- 2005 Untitled David Diamond/David Weissman Project - als Jackson
- 2004 Envy - als Michael Dingman
- 2003 My Life with Men - als Marty

### Televisieseries
Uitgezonderd eenmalige gastrollen.
- 2014-2023 The Goldbergs - als Geoff Schwartz - 175 afl.
- 2019 Ballers - als Dan - 3 afl.
- 2018-2019 Trolls: The Beat Goes On! - als King Gristle / Mascot Plant (stemmen) - 8 afl.
- 2011-2014 Suburgatory - als Evan - 13 afl.
- 2008-2010 The Secret Saturdays - als Zak Saturday (stem) - 30 afl.

### Computerspellen
- 2009 FusionFall - als Chowder
- 2006 Monster House - als Zak Saturday

- Bibliothèque nationale de France: cb151202271 (data)
- International Standard Name Identifier: 0000 0000 7847 6069
- Library of Congress Control Number: no2007041425
- Virtual International Authority File: 34753622
- WorldCat: E39PBJrWFJthMPC8R8bxrwc9Dq